# Mayer & Cie. (Maschinenbau)
Die Mayer & Cie. GmbH & Co. KG ist Weltmarktführer in der Herstellung von Rundstrickmaschinen mit Sitz in Albstadt in Baden-Württemberg.

## Geschichte

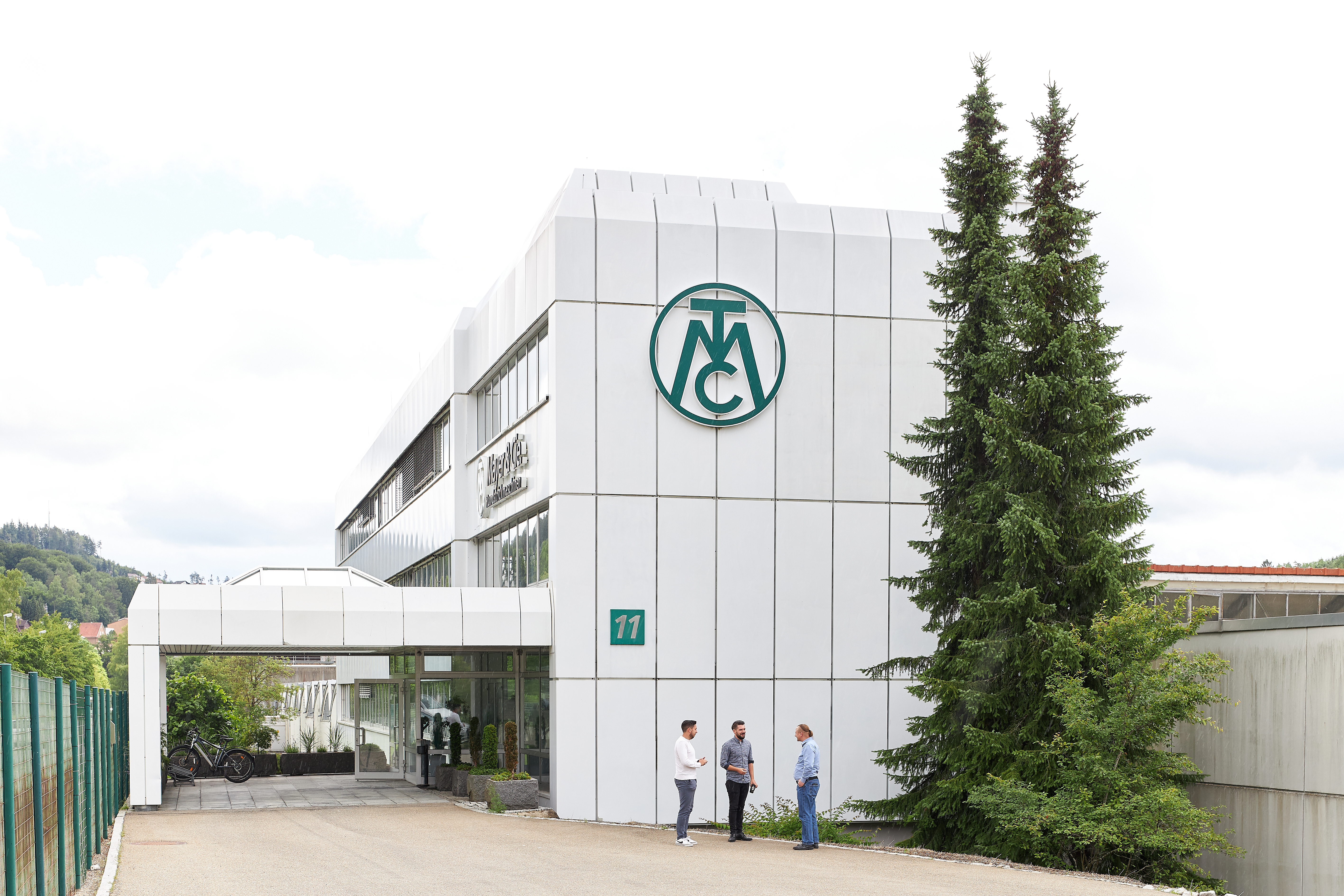
Mayer & Cie. (2022)

Gegründet wurde das Unternehmen 1905 von sechs Inhabern und vier Mitarbeitern aus Mechanikerbetrieben. Die erste eigene Rundstrickmaschine wurde 1935 gefertigt. 1939 ging diese dann in Serie und wurde weiter ausgebaut. Im Jahre 1968 wurde die 10.000. Rundstrickmaschine am Standort Albstadt gefertigt. Im Jahr des 75-jährigen Bestehens, 1980, wurde die 25.000. Rundstrickmaschine beim Kunden installiert. 2.000 Maschinen, davon 1.800 allein am Standort in Albstadt, wurden im Jahr 1998 produziert. In jenem Jahr ging auch die 50.000. Maschine vom Band.
Am 28. September 2009 wurde der Antrag auf Eröffnung einer Planinsolvenz gestellt. Diese wurde am 3. November 2010 wieder aufgehoben. Im gleichen Jahr verließ die 65.000. Rundstrickmaschine das Werk.
Bis zu seinem Tod am 1. April 2015 war Rainer Mayer Geschäftsführer. Heute umfasst das Netzwerk der Firma Mayer & Cie. international mehr als 80 Verkaufs- und Servicevertretungen. 2015 wurde die 70.000. Rundstrickmaschine ausgeliefert.